# Autochloris magnifica
Autochloris magnifica är en fjärilsart som beskrevs av Rothschild 1931. Autochloris magnifica ingår i släktet Autochloris och familjen björnspinnare. Inga underarter finns listade i Catalogue of Life.